# Дуб Корольова
Дуб Корольова — ботанічна пам'ятка природи місцевого значення, розташована по вулиці Академіка Янгеля, 14/1 в Солом'янському районі м. Києва. Є одним із небагатьох уцілілих дубів Шулявського (Кадетського) гаю. Заповіданий у грудні 2011 році (рішення Київради від 01.12.2011 № 730/6966).
Дуб названий на честь Сергія Корольова.

## Опис
Дерево являє собою дуб черещатий віком 300 років. Висота дерева 25 м, на висоті 1,3 м дерево має в охопленні 4,3 м.

## Галерея

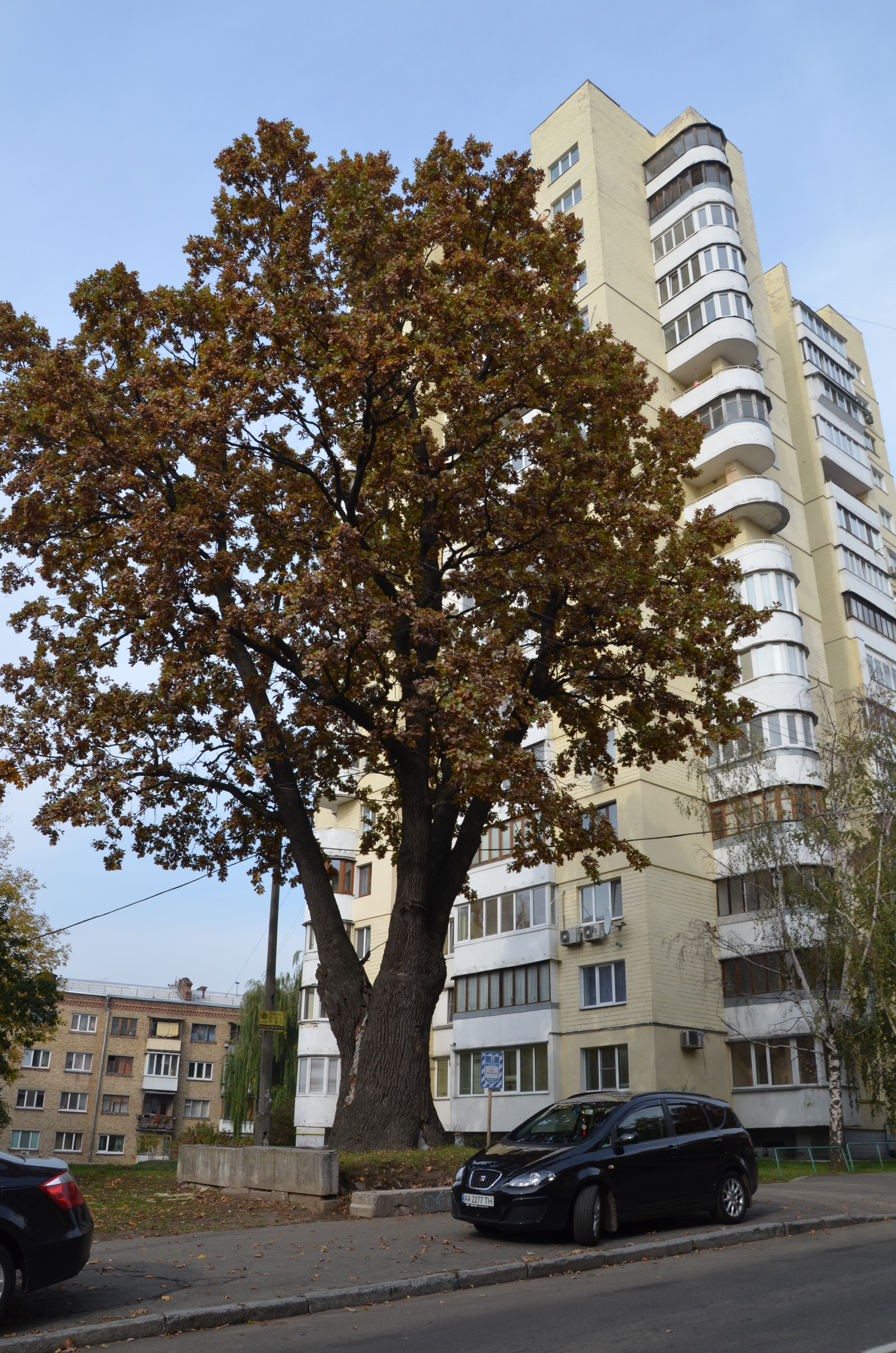
Дуб Корольова. 19 жовтня 2017 року
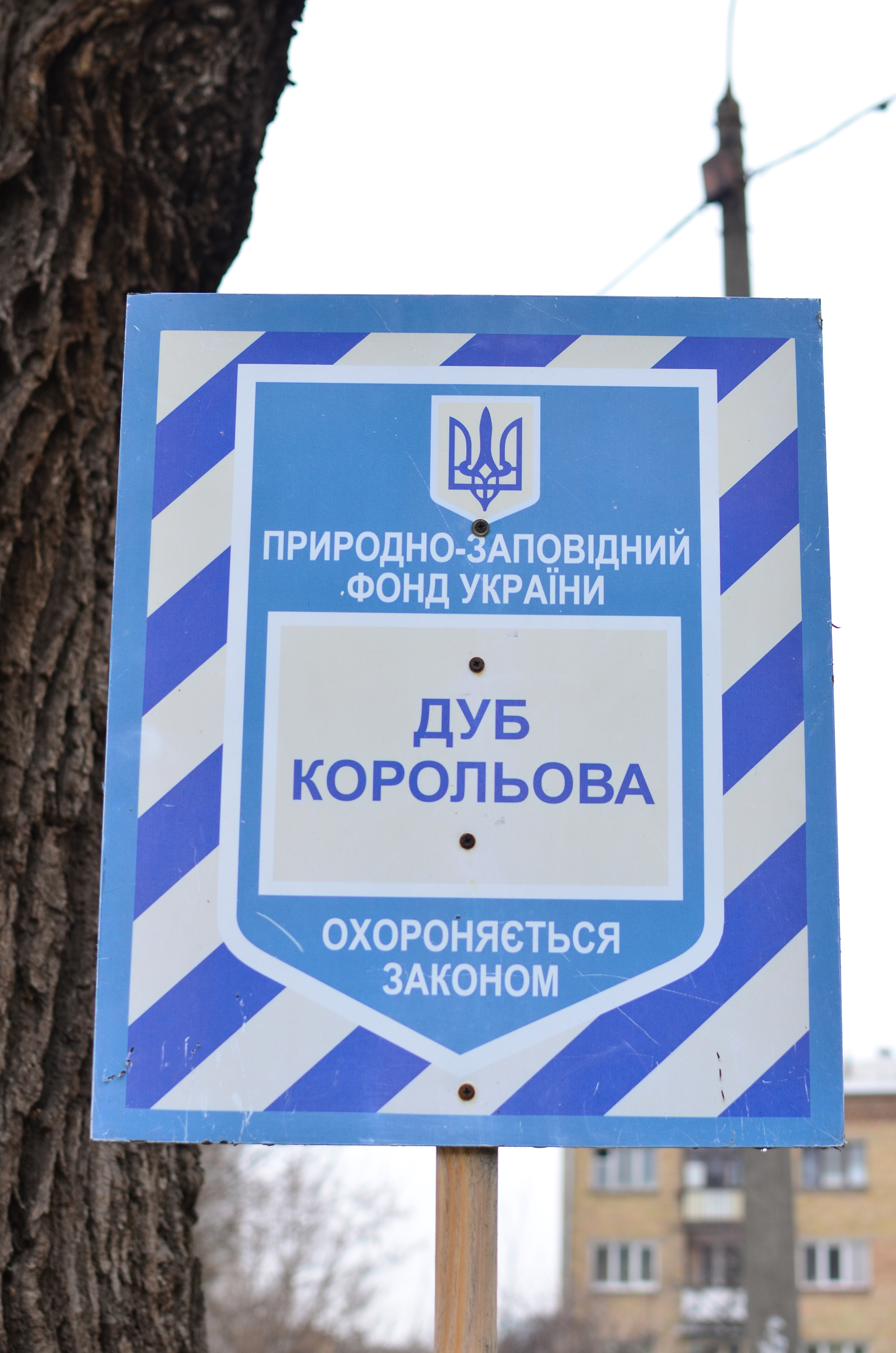
Дуб Корольова. Охоронна табличка. 28 травня 2014 року
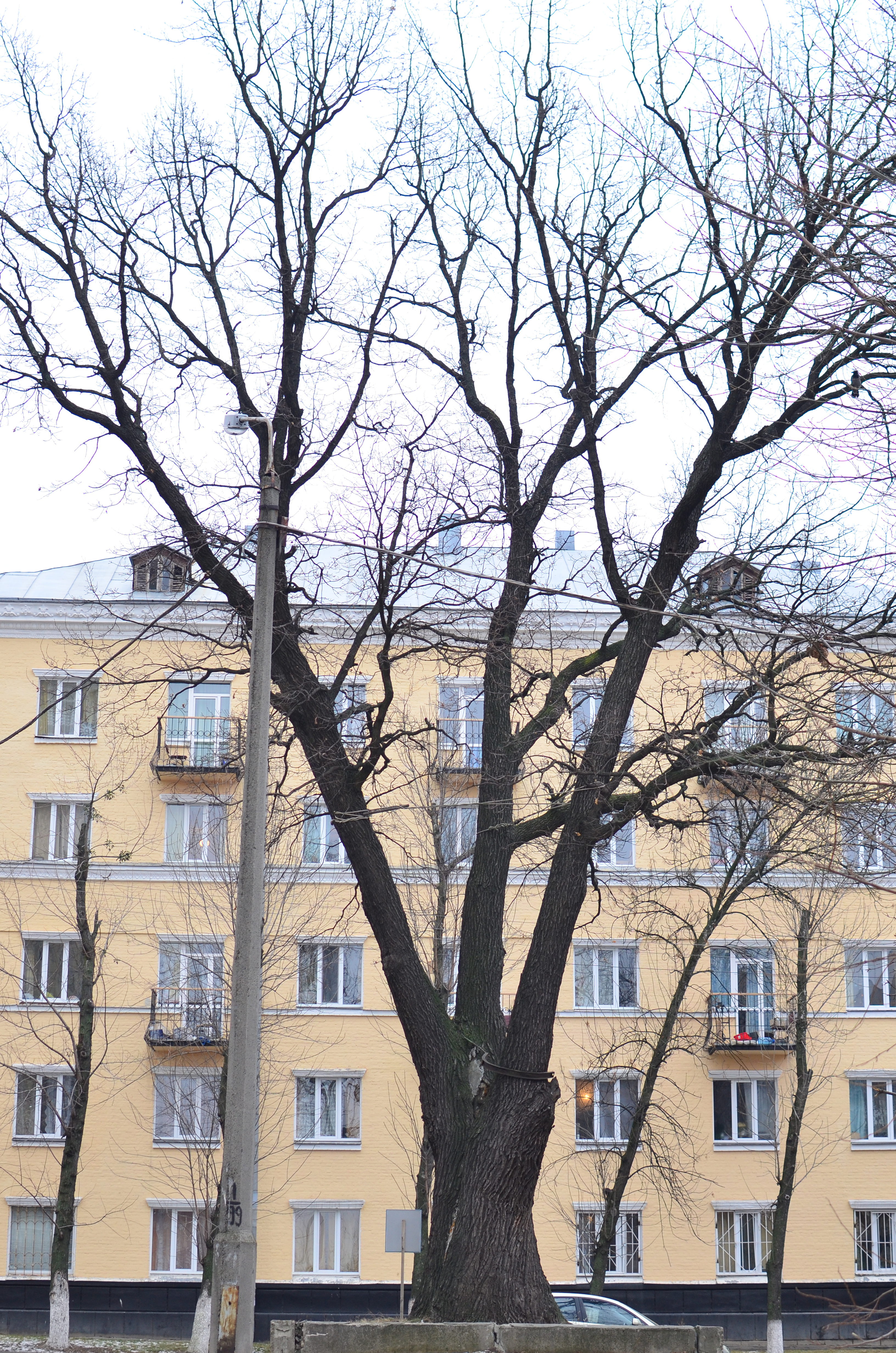
Дуб Корольова. 24 грудня 2016 року
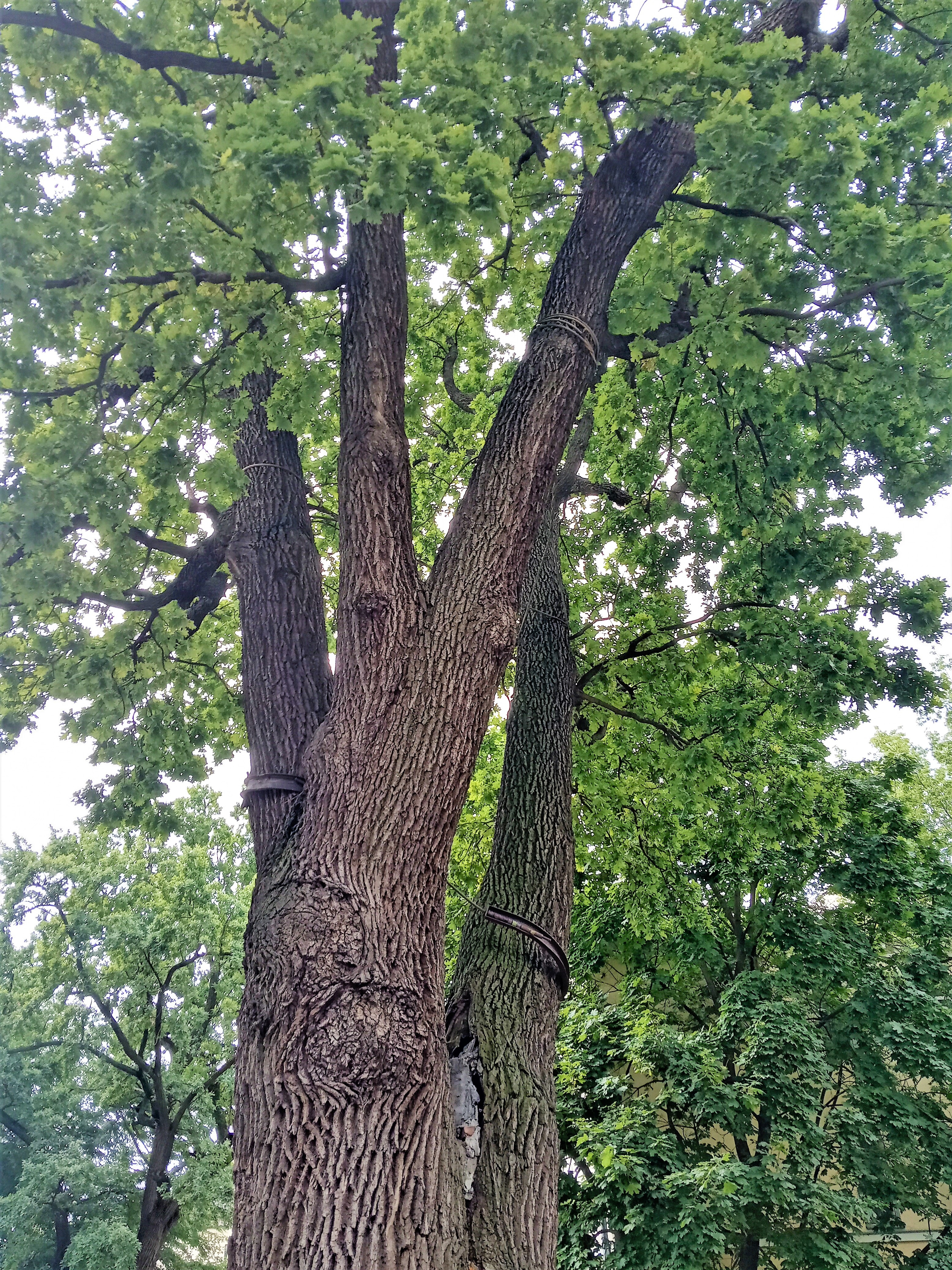
Дуб Корольова. 26 липня 2020 року